# Ружинци
Ружинци (болг. Ружинци) — село в Болгарии. Находится в Видинской области, входит в общину Ружинци. Население составляет 869 человек.

## Политическая ситуация
Ружинци подчиняется непосредственно общине и не имеет своего кмета.
Кмет (мэр) общины Ружинци — Венцислав Томов Ванков (коалиция в составе 2 партий: Болгарская социалистическая партия (БСП), Движение за права и свободы (ДПС)) по результатам выборов в правление общины.